# 砂漠の盾作戦

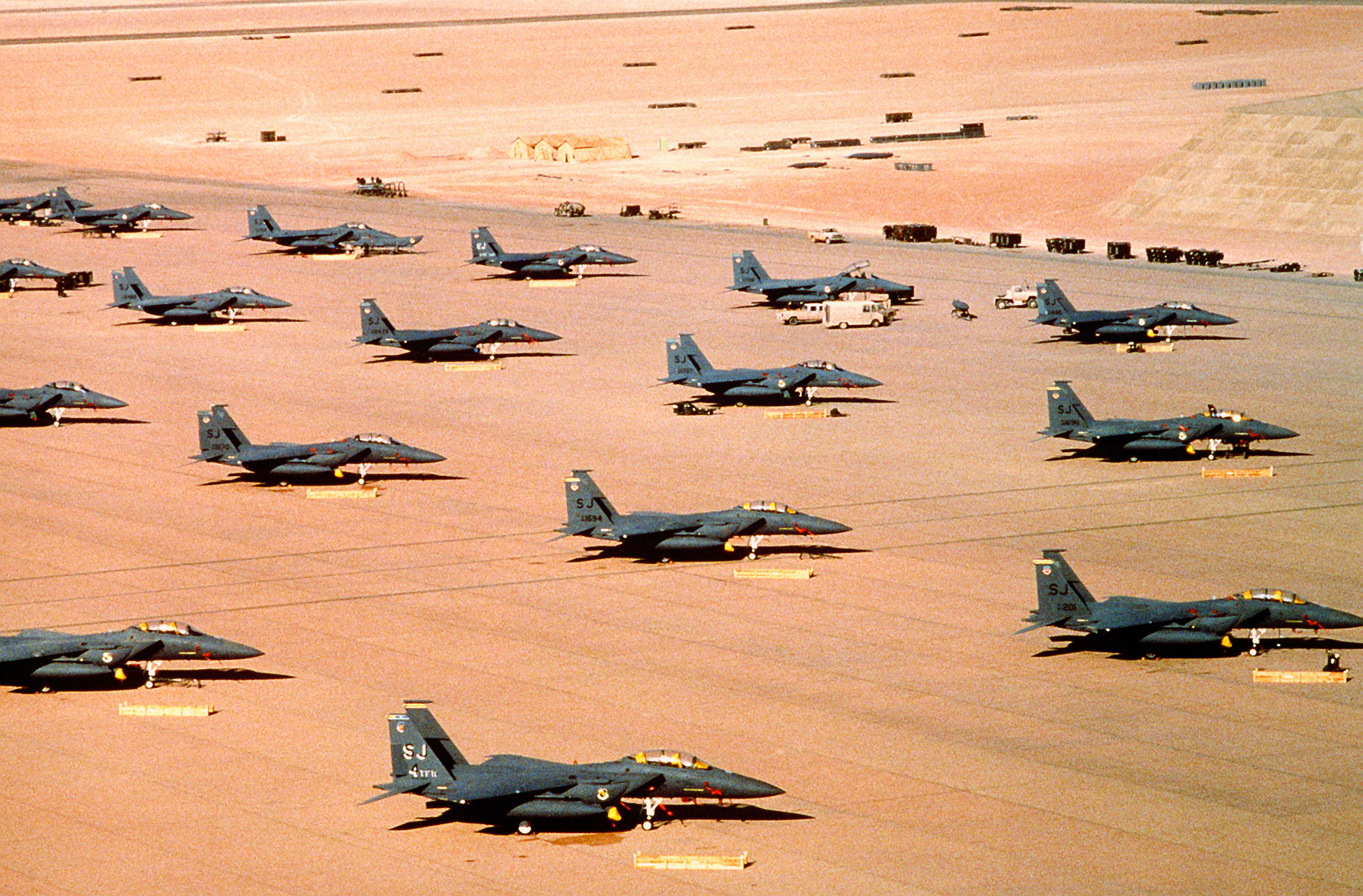
砂漠の盾作戦の最中に活動する、アメリカ空軍のF-15E戦闘爆撃機

砂漠の盾作戦（さばくのたてさくせん、英語：Operation desert shield）は、湾岸戦争の際に、国際連合安全保障理事会が、イラクによるクウェート侵攻を非難し、サウジアラビアと湾岸協力会議（GCC）諸国の防衛支援の段階において、命名された軍事作戦である。国連安全保障理事会による1990年8月2日の、"イラクの即時撤退"を求める安保理決議660の採択により、アメリカ合衆国が非常事態宣言を下し、アメリカ中央軍のサウジアラビア防衛計画を立てた事から始まる。

## 概要
当初この任務においてアメリカ軍はイラクに対し、ほとんど効果を上げる事ができなかったため、国連安保理決議第665号（イラクに対する禁輸措置のため、陸海空の軍事的支援を執行する内容）が採択され、有志各国から軍隊派遣を行ったことから、イラクのクウェート侵攻に対する本格的な軍事的対抗が始まった。
アメリカが国連軍ではなく有志国家を募ったのは、多国籍軍の編成はアメリカ独自では政治的にできないためである。アメリカはバーレーン国内に軍司令部をおき、およそ500,000人もの多国籍軍の兵士が作戦にあたった。
作戦名は、8月10日にアメリカによって決定された。

## 作戦の経緯
イラクによるクウェート侵攻の翌日となる
8月3日には、早くも具体的な空爆作戦が立案され、これにはイラクが管理する大量破壊兵器関係疑惑施設の攻撃による無力化、クウェート内におけるイラク防空能力の破壊、イラク軍全般での無力化、クウェートからイラク軍を完全退去させる地上支援などが含まれていた。また8月下旬までにこの作戦は「瞬雷作戦」（Operation Instant Thunder）と名付けられた。
さらに侵攻から7日以内に、アメリカをはじめとする同盟国の軍用機が、サウジアラビア国内に配備され守備についた。また、イギリスやフランスをはじめとする地上軍も着々と到着した。
8月17日にアメリカは初めて、民間予備航空隊を動員し、民間の航空会社などから、ボーイング747、DC-8などの34機の、貨物機や旅客機を輸送任務にあてた。またアメリカ軍からは、118機のC-5A/Bと195機のC-141B、KC-10を運用した。アメリカ軍と民間部隊の輸送機運用の連携により、大量の人員を輸送する事が可能となった。空輸による物資輸送に関しては、全体のわずか5%のみを占める程度であり、残りの大半は海路によるものであった。
これらの作戦に対し、イラクのサッダーム・フセイン大統領は当初、「空軍中心の戦力で戦局は変わらないだろう」というような発言を多数行い、多国籍軍の空軍力を見下していた。実際イラク軍は、量的に相当の軍事配備をしていた。しかしイラク空軍は陸上部隊への空からの支援が中心で防空に関しては限定的であり、結果的にはイラク軍よりも多国籍軍が、量的にも質的にも大きく上回るものとなった。アメリカ軍は統合化された指揮統制による、同時期での機動的な攻撃概念、「ドクトリン」をこの作戦に採用し、アメリカ4軍を最新の配備とシステムで支えた。
1991年に入るとイラクは危機的状況に陥る。アメリカは1月12日にイラク攻撃を議会で容認、15日には国連によるイラクのクウェート撤退期限がすぎてしまったのである。多国籍軍は9か国から派遣された装備を臨時体制においた。特に航空配備においては、固定翼機が2,400機、ヘリコプターなどが1,400機という具合であった。この中には、紅海とペルシャ湾で待機する計6隻の空母にある航空機、イラク周辺諸国に元々あり臨時体制になった航空機が含まれる。
イラクに対する空爆は、F-117、F-15E、F-111、A-6E、A-7、F/A-18、トーネード IDSなどの、夜間爆撃が可能な軍用機があたった。また常時攻撃態勢に入れるよう、イラク国境周辺では攻撃ヘリコプターがパトロール飛行を行っていた。